# Phó Khoan
Phó Khoan (? – 190 TCN) là tướng lĩnh, khai quốc công thần Tây Hán trong lịch sử Trung Quốc.

## Bỏ Ngụy theo Hán
Cuối thời Tần, nổi dậy diễn ra khắp các vùng đất cũ của Chiến Quốc, Phó Khoan làm tướng cho nước Ngụy, chức tới Ngũ đại phu, Kỵ tướng.
Cuối năm 208 TCN, quân của các nước tấn công Quan Trung diệt Tần, trong đó nước Sở phái Lỗ công Hạng Vũ cùng Bái công Lưu Bang. Phó Khoan theo tướng quân Hoàng Hân, thân đồ Vũ Mãn tiến vào Quan Trung. Tháng 2 năm 207 TCN, quân Ngụy ở huyện Lật gặp gỡ Lưu Bang. Lưu Bang khi đó vừa thua trận, phải đoạt quân của tướng Sở Trần Vũ, sau đó liên thủ với quân Ngụy tiến công Xương Ấp. Xương Ấp thủ vững không hạ được, Lưu Bang liền đoạt luôn quân của Hoàng Hân, Vũ Mãn ở Hoành Dương. Phó Khoan do đó về dưới trướng Lưu Bang, giữ chức xá nhân.
Tháng 3 năm 207 TCN, Phó Khoan theo quân đánh hạ An Dương, Giang Lý, sau đó tham gia đánh bại Triệu Bí ở Khải Phong. Tần Nhị Thế phái Dương Hùng cầm quân đánh dẹp. Dương Hùng ở Bạch Mã bị Trương Lương đánh bại, sau đó lại thua trận Khúc Ngộ dưới tay Tào Tham, buộc phải lui về giữ Huỳnh Dương rồi bị Nhị Thế xử tử. Phó Khoan trong trận Khúc Ngộ, Dương Vũ chém được 12 thủ cấp, nhờ công lao đó mà được thăng làm khanh, theo Lưu Bang đến Bá Thượng tiếp thu Tần vương Tử Anh đầu hàng.

## Chống Sở bình Tề
Năm 206 TCN, Lưu Bang được phong làm Hán vương, đô ở Hán Trung, phong Phó Khoan tước Cung Đức quân (共德君). Phó Khoan theo Lưu Bang vào đất Thục, được giữ chức Hữu kỵ tướng.
Năm 205 TCN, Phó Khoan tham gia bình định Tam Tần. Một thời gian sau, Lưu Bang đại bại ở Bành Thành, Địch vương Đổng Ế bỏ Hán về Sở. Phó Khoan theo Lịch Thương, Tương dẫn quân tiêu diệt nước Địch, sau đó dẫn quân đến Hoài cứu viện Lưu Bang, nhờ công đó mà thụ phong Thông Đức hầu (通德侯), phong ấp tại huyện Điêu Âm, quận Thượng.
Ngụy vương Ngụy Báo phản Hán, phái thân đồ Ngụy công cùng tướng Tần cũ là Vương Vũ mở đường cho kỵ quân Sở truy kích. Quân Quán Anh đến Ngoại Hoàng đẩy lui quân Ngụy, bảo hộ Lưu Bang rút về Huỳnh Dương. Lưu Bang ở Huỳnh Dương tiến hành cải tổ quân đội, tập hợp các kỵ tướng tổ hợp Lang trung kỵ binh, lấy Quán Anh làm trung đại phu, Lý Tất, Lạc Giáp làm tả hữu hiệu úy. Phó Khoan cũng về dưới trướng Quán Anh.
Quân Hán phản công, Phàn Khoái tấn công Chử Táo, ngăn quân Vương Vũ, để kỵ quân của Quán Anh xuất phát từ Dương Vũ tiến đến Tương Ấp, đánh bại kỵ binh của Sở do Hạng Quán chỉ huy tại Lỗ Hạ, chém được Hữu tư mã cùng một kỵ tướng. Trong đó, kỵ tướng do Phó Khoan tiêu diệt. Quán Anh sau đó hội quân với Phàn Khoái tiêu diệt tàn quân Vương Vũ ở Yên Tây, đánh bại biệt tướng Hạng Anh ở Bạch Mã. Hạng Anh hội quân với Chu Lan, Long Thư, buộc quân Hán thối lui về Huỳnh Dương. Lưu Bang xét công lao, ban thưởng Phó Khoan thêm thực ấp.
Năm 204 TCN, Phó Khoan theo Quán Anh về dưới trướng Tả thừa tướng Hàn Tín, theo Hàn Tín đại phá quân Tề do tướng Điền Giải chỉ huy ở Lịch Hạ. Sau trận, Hàn Tín được Lưu Bang phong làm Tề vương, lấy Tào Tham làm tướng quốc, Phó Khoan làm Hữu thừa tướng, Trần Quyên làm Tả thừa tướng. Tề vương Tín dẫn quân giúp Lưu Bang đánh Sở, Phó Khoan ở lại theo Tào Tham bình định đất Tề, đánh đuổi Điền Quảng ở huyện Bác. Năm 203 TCN, Phó Khoan được thăng chức tướng quốc nước Tề, ngang chức với Tào Tham.

## Định Đại thủ cương
Năm 202 TCN, Phó Khoan thụ phong Dương Lăng hầu (陽陵侯), thực ấp 2.600 hộ, tiếp tục giữ chức tướng quốc nước Tề, phục vụ Tề vương Lưu Phì.
Năm 197 TCN, tướng quốc nước Triệu là Trần Hi tạo phản, xưng Đại vương. Phó Khoan theo thái úy Chu Bột thảo phạt Trần Hi, đánh bại tướng của Hi là Trương Xuân. Năm 196 TCN, Phó Khoan thay Phàn Khoái cầm quân, bình ổn đất Đại. Cùng năm, Hán Cao Tổ phong hoàng tử Lưu Hằng làm Đại vương, lấy Phó Khoan làm tướng quốc nước Đại, đóng quân trấn giữ biên ải, phòng ngự Hung Nô. Năm 195 TCN thời Hán Huệ Đế, Phó Khoan thăng chức thừa tướng nước Đại, tiếp tục trấn thủ biên cương.
Năm 190 TCN, Phó Khoan chết, thụy hiệu Cảnh hầu. Con trai Phó Tinh (傅精) tập tước.